# مانو فاييخو
مانو فاليجو (بالإسبانية: Manu Vallejo)‏ (14 فبراير 1997 في إسبانيا - ) هو لاعب كرة قدم إسباني في مركز جناح ‏. لعب مع نادي قادش.

## وصلات خارجية
- مانو فاييخو على موقع الاتحاد الأوربي (الإنجليزية)
- مانو فاييخو على موقع قاعدة بيانات كرة القدم.إي يو (الإنجليزية)
- مانو فاييخو على موقع Soccerway.com (الإنجليزية)
- مانو فاييخو على موقع عالم كرة القدم.نت (الإنجليزية)
- مانو فاييخو على موقع AS.com (الإسبانية)